# Златистогърда астрилда
Златистогърда (зеброва) астрилда (Amandava subflava) е вид птица от семейство Estrildidae.

## Разпространение
Видът е разпространен в Ангола, Бенин, Ботсвана, Буркина Фасо, Бурунди, Камерун, Централноафриканската република, Чад, Демократична Република Конго, Република Конго, Кот д'Ивоар, Етиопия, Габон, Гамбия, Гана, Гвинея, Гвинея-Бисау, Кения, Лесото, Либерия, Малави, Мали, Мозамбик, Намибия, Нигерия, Руанда, Сенегал, Сиера Леоне, Южна Африка, Южен Судан, Судан, Свазиленд, Танзания, Того, Уганда, Йемен, Замбия и Зимбабве.